# Frank Aiken
Pour les articles homonymes, voir Aiken.
Francis Thomas Aiken (13 février 1898 – 18 mai 1983) est un homme politique irlandais qui a servi en tant que Tánaiste de 1965 à 1969, ministre des Affaires extérieures de 1957 à 1969 et de 1951 à 1954, ministre des Finances de 1945 à 1948, ministre de la Défense de 1932 à 1939.
Il était Teachta Dála (député) pour la circonscription de Louth de 1923 à 1973. Il était chef d'état-major de l'Armée Républicaine Irlandaise. Initialement membre du Sinn Féin, il fut plus tard un des fondateurs du Fianna Fáil.
Il épouse la musicienne et directrice de la Municipal School of Music de Dublin Maud Davin le 3 octobre 1934.